# Burak Güngör
Baturalp Burak Güngör (Ankara, 28 luglio 1993) è un pallavolista turco, schiacciatore del Galatasaray.

## Carriera

### Club
La carriera di Burak Güngör inizia nel settore giovanile dello Ziraat Bankası, dove gioca fino al 2009, quando si trasferisce al club federale del TVF Spor Lisesi, disputando la Voleybol 2. Ligi per un biennio. Torna quindi a giocare nello Ziraat Bankası, in Voleybol 1. Ligi, dove rimane per sette annate, prima di trasferirsi all'İstanbul BB nel campionato 2017-18: dopo due annate col club di Istanbul, approda per un biennio all'Arkas, nella stagione 2019-20.
Nell'annata 2021-22 viene ingaggiato dallo Spor Toto, mentre poco dopo l'inizio della annata seguente, lascia il club capitolino per approdare al Galatasaray.

### Nazionale
Compie tutta la trafila delle selezioni giovanili turche, conquistando con la nazionale under 19 la medaglia d'oro al XI Festival olimpico estivo della gioventù europea; con l'under 20 partecipa al campionato europeo 2010, passando dalle qualificazioni, e al campionato europeo 2012, dove viene premiato come miglior ricevitore, mentre con l'under 21 è invece impegnato alle qualificazioni al campionato mondiale 2011 e al campionato mondiale 2013. In seguito fa parte anche della nazionale under 23, aggiudicandosi la medaglia d'argento al campionato mondiale 2015.
Nel 2012 fa il suo esordio in nazionale maggiore in occasione dell'European League. Successivamente vince la medaglia di bronzo all'European Golden League 2018, e, sempre nel medesimo torneo, conquista l'oro nell'edizione 2021. Nel 2022 conquista la medaglia d'argento all'European Golden League e alla Volleyball Challenger Cup.

## Palmarès

### Nazionale (competizioni minori)
- Festival olimpico estivo della gioventù europea 2011
- Campionato mondiale under 23 2015
- European Golden League 2018
- European Golden League 2021
- European Golden League 2022
- Volleyball Challenger Cup 2022

### Premi individuali
- 2012 - Campionato europeo under 20: Miglior ricevitore